# せい子宙太郎‐忍宿借夫婦巷談
『せい子宙太郎-忍宿借夫婦巷談』（せいこちゅうたろう-しのぶやどかりめおとこうだん）は、1977年11月16日から1978年5月10日までTBS系で放映されたテレビドラマ。

## 内容
舞台は東京・神田にある葬儀屋「玉木葬祭総業」。ここの社長の玉木参平は一代で財を成した金持ちで、女好きな俗人。しかしそんな父の根性に対して子供たち（大吉、日出男、鯛子）は強い反感を持っている。ある時、会社が倒産した宙太郎とせい子の夫婦が住み込みで玉木葬祭総業に入り、働き始める。宙太郎は社長の専属運転手を務めると聞いて来たのだが、実際は雑用ばかりだった…。

## スタッフ
- 原作・脚本：向田邦子
- 音楽：清須邦義
- 制作プロデューサー：大山勝美
- プロデューサー：久世光彦、柳井満
- 演出：久世光彦、鴨下信一、柳井満、服部晴治、近藤邦勝
- 主題歌：さだまさし「桃花源」
- タイトルバック : 橋本治[1]

## 出演
- 恩田せい子：森光子（ひとり息子を病気で亡くし火事で家を無くし夫婦で「玉木葬祭総業」に住み込みで働く。）
- 恩田宙太郎：小林桂樹（妻・せい子と「玉木葬祭総業」で働く。）
- 玉木参平：遠藤太津朗（「玉木葬祭総業」社長）
- 玉木大吉：武田鉄矢（玉木家長男。「玉木葬祭総業」専務。）
- 玉木日出男：山本伸吾（玉木家次男）
- 玉木鯛子：五十嵐めぐみ（玉木家長女）
- 玉木踏子：加藤治子（参平の妻）
- 梶本コマ：樹木希林（惣菜屋を営む。参平の二号。）
- 有子：真野響子（宙太郎とせい子の死んだ息子・高志の婚約者。）
- 恩田講次郎：小松政夫（宙太郎の弟）
- 宅間松則：潮健児（「玉木葬祭総業」従業員）
- 鈴木梅吉：三田明（「玉木葬祭総業」従業員）
- 辻竹子：杉元ふじ子（「玉木葬祭総業」従業員）
- 南静男：みなみらんぼう（鯛子の恋人）
- 伴淳三郎
- 伊藤咲子
- 下元勉
- とも子：のぐちともこ（コマの惣菜屋の常連）
- 柴田（大吉の友人）：山田貫太郎
- ツユ子：川口晶（第6話ゲスト）
- 郵便局員田中：稲垣昭三（第20話ゲスト）
- エツ子：井上聡子（第21話ゲスト）
- 藤原：井上三千男（第24話ゲスト）

ほか

## サブタイトル
| 話数 | 放送日         | サブタイトル         | 演出     |
| ---- | -------------- | -------------------- | -------- |
| 1    | 1977年11月16日 | （サブタイトル無し） | 久世光彦 |
| 2    | 11月23日       | （〃）               | 鴨下信一 |
| 3    | 11月30日       | （〃）               | 柳井満   |
| 4    | 12月7日        | （〃）               | 服部晴治 |
| 5    | 12月14日       | （〃）               | 服部晴治 |
| 6    | 12月21日       | （〃）               | 近藤邦勝 |
| 7    | 12月28日       | （〃）               | 柳井満   |
| 8    | 1978年1月4日   | （〃）               | 久世光彦 |
| 9    | 1月11日        | （〃）               | 近藤邦勝 |
| 10   | 1月18日        | （〃）               | 服部晴治 |
| 11   | 1月25日        | （〃）               | 柳井満   |
| 12   | 2月1日         | （〃）               | 久世光彦 |
| 13   | 2月8日         | （〃）               | 久世光彦 |
| 14   | 2月15日        | （〃）               | 近藤邦勝 |
| 15   | 2月22日        | （〃）               | 服部晴治 |
| 16   | 3月1日         | （〃）               | 服部晴治 |
| 17   | 3月8日         | （〃）               | 服部晴治 |
| 18   | 3月15日        | （〃）               | 服部晴治 |
| 19   | 3月22日        | 結婚式は夢の中       | 服部晴治 |
| 20   | 3月29日        | 人知れず母           | 鴨下信一 |
| 21   | 4月5日         | 何かを捨てた日       | 鴨下信一 |
| 22   | 4月12日        | 花と泥               | 鴨下信一 |
| 23   | 4月19日        | 二十一歳未亡人       | 近藤邦勝 |
| 24   | 4月26日        | 女の闘い             | 鴨下信一 |
| 25   | 5月3日         | 私は選ばれた         | 柳井満   |
| 26   | 5月10日        | いよ! 御両人!!       | 久世光彦 |